# نيكولاس هاميلتون
نيكولاس هاميلتون هو ممثل ومغني أسترالي ولد في 4 مايو 2000.